# Sarcotachina
Sarcotachina (лат.) — род серых мясных мух из подсемейства Paramacronychiinae (Sarcophagidae).

## Распространение
Палеарктика.

## Описание
Ариста коротко опушена, самые длинные волоски около 0,5 наибольшего диаметра аристы. Парафациальная пластинка с несколькими рассеянными щетинками; брюшной тергит T3 с парой крупных срединных краевых щетинок; передняя катэпистернальная щетинка примерно на уровне шва между анэпистернумом и анэпимероном; самец с проклинатными орбитальными щетинками; среднее бедро самца с ктенидием; терминалии самца с тергальными щетинками, расположенными в терминальном пучке или круге; церки самца слиты и образуют длинную, изогнутую, одноконечную структуру.
- Sarcotachina aegyptiaca Villeneuve, 1910
- Sarcotachina subcylindrica Portschinsky, 1881
  - =Sarcotachina sybcylendrica: Shaumar & Kamal, 1984
- Sarcotachina umbrinervis Villeneuve, 1910
  - =Sarcotachina umbriventris: Lopes, 1981